# Wilhelm Arnoldi (Beamter)

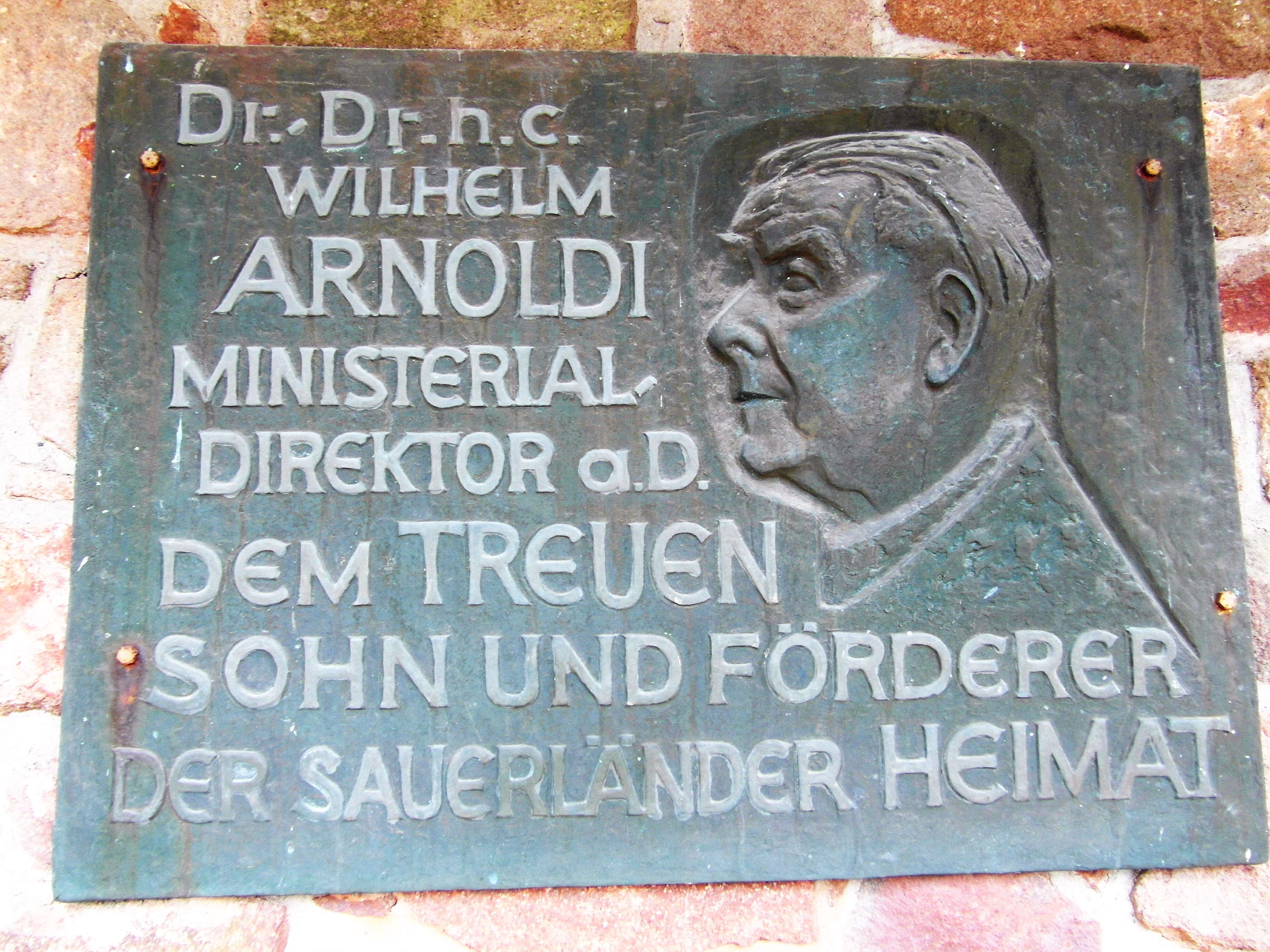
Gedenktafel Dr. Wilhelm Arnoldi am Turm der Hohen Bracht

Wilhelm Arnoldi (* 30. Dezember 1884 in Siegen; † 18. April 1965 in Altenhundem) war ein deutscher Ministerialdirektor.

## Werdegang
Wilhelm Arnoldi war ein Sohn des aus Brachthausen stammenden Schuhmachermeisters Johann Arnoldi und dessen Ehefrau Katharina, geb. Müller. Die Familie übersiedelte mit Schuhgeschäft und Werkstatt im Jahr 1888 nach Altenhundem.
Nach Ablegung des Abiturs (1906 am Gymnasium in Attendorn) und nach dem philosophisch-theologischen Examen im Herbst 1909 widmete sich Wilhelm Arnoldi dem Studium der Landwirtschaft an der Universität Königsberg, wo er im Jahr 1914 mit einer Dissertation über die Milchversorgung der Stadt Königsberg mit Auszeichnung zum Doktor agr. promovierte. Mit Ostpreußen blieb er längere Zeit verbunden, hier erhielt er seine praktische landwirtschaftliche Ausbildung auf einem staatlichen Versuchsgut. Nach Rückkehr aus dem Ersten Weltkrieg wurde Wilhelm Arnoldi Geschäftsführer der Landwirtschaftskammer für die Provinz Ostpreußen. Weitere berufliche Stationen führten ihn in das Landwirtschaftsministerium nach Berlin, wo er 1923 zum Ministerialdirektor aufstieg. Als Mitglied im Reichsrat der Weimarer Republik war er ab 1927 vornehmlich in Fachausschüssen tätig. In dieser Zeit galt er als der zuständige Fachmann für die Anlegung der großen Dämme auf der Nordseeinsel Sylt und die Kultivierung von Mooren. Aufgrund seiner besonderen Leistungen verlieh ihm im Jahre 1931 die Landwirtschaftliche Hochschule Berlin die Ehrendoktorwürde.
Auch während seiner Zeit als Ministerialrat blieb Wilhelm Arnoldi seiner Heimat eng verbunden und setzte sich für verschiedene örtliche Projekte unter anderem in den Bereichen Fischzucht, Vogelschutz, Kultur und Fremdenverkehr ein. Sein Name ist eng verbunden mit der Errichtung des überregional bekannten Aussichtsturms Hohe Bracht nahe dem Ort Altenhundem.
Mit der Machtergreifung der Nationalsozialisten im Jahre 1933 verlor Wilhelm Arnoldi seine leitenden Funktionen als Ministerialdirektor in Berlin und als Vorsitzender des Gründungskomitees des Aussichtsturms Hohe Bracht. Obwohl die gegen ihn vorgebrachten Vorwürfe sich vor Gericht als haltlos erwiesen, ließen ihn die Nationalsozialisten fallen. Ausschlaggebend war offensichtlich, dass er als entschiedener Demokrat und Christ bekannt war und der Zentrumspartei angehörte.
Nach dem Krieg wurde Wilhelm Arnoldi von den Sowjets in der Altmark zum Landwirtschaftsdirektor und Verwalter beschlagnahmter Güter eingesetzt. Soweit es ihm möglich war, hat er in dieser Eigenschaft in der Stille vielen Menschen geholfen.
Im Jahr 1950 zog Arnoldi aus politischen Gründen in seinen Heimatort Altenhundem zurück.

## Ehrungen
Im Auftrag des damaligen Bundespräsidenten Heinrich Lübke wurde Wilhelm Arnoldi 1955 durch das Bundesministerium für Ernährung, Landwirtschaft und Forsten das Große Verdienstkreuz zum Verdienstorden der Bundesrepublik Deutschland verliehen. Er erhielt diese Auszeichnung, weil er den zuständigen Stellen beim Wiederaufbau der Landwirtschaft in der Bundesrepublik mit Rat und Tat zur Seite gestanden hatte. Am 30. Dezember 1964 verlieh ihm die Gemeinde Kirchhundem, zu der Altenhundem damals gehörte, die Ehrenbürgerrechte.
Nach seinem Tod wurde in Altenhundem eine Straße nach Wilhelm Arnoldi benannt. In Kirchhundem erhielt ein Wohnplatz, der sich aus einem von ihm während der Weltwirtschaftskrise im Rahmen von Notstandsarbeiten angesiedelten Gehöft entwickelte, in Anlehnung an den Ministerialdirektor den Namen Arnoldihof. Außerdem wurde auf der Hohen Bracht eine Bronzetafel mit seinem Porträt und der Inschrift „Dem treuen Sohn und Förderer der Sauerländer Heimat“ enthüllt.